# Paragorgia tapachtli
Paragorgia tapachtli is een zachte koraalsoort uit de familie Paragorgiidae. De koraalsoort komt uit het geslacht Paragorgia. Paragorgia tapachtli werd in 2005 voor het eerst wetenschappelijk beschreven door Sánchez. 